# Alfred Schüz
Alfred Hermann Christoph Schüz (* 1. Oktober 1892 in Oberjesingen; † 12. November 1957 in Hamburg) war ein deutscher nationalsozialistischer Militärhistoriker und Wehrwissenschaftler an der Universität Hamburg.

## Leben
Schüz absolvierte nach dem Abitur eine Banklehre und meldete sich im August 1914 als Kriegsfreiwilliger. 1918 erlitt er bei einem Flugzeugabsturz schwere Verletzungen. Danach beendete er seine militärische Laufbahn als schwerkriegsbeschädigter, beinamputierter Oberleutnant a. D. Seit 1919 studierte Schüz Geschichte in Tübingen und Göttingen. Während seines Studiums war er Mitglied des Bundes Wiking, des Hochschulrings Deutscher Art, des Alldeutschen Verbandes und der Deutschnationalen Volkspartei (DNVP).
1929 wurde Schüz an der Universität Göttingen promoviert, 1932 habilitierte er sich. 1933 trat er der NSDAP bei. Zum 1. November 1933  wurde er als planmäßiger außerordentlicher Professor für Kriegsgeschichte und Wehrwissenschaft zum Nachfolger von Adolf Rein an das Historische Seminar der Hamburger Universität berufen. Im November 1933 unterzeichnete er das Bekenntnis der deutschen Professoren zu Adolf Hitler. Er wurde am 6. Juli 1939 wegen seiner Homosexualität entlassen.

## Schriften
- Der Donaufeldzug Karls V. im Jahre 1546, Tübingen 1930 (zugl. Diss.)
- Das Weimarer System und seine Überwindung durch den Nationalsozialismus, Hamburg 1934